# شلوب
الشَلُّوب هو اسم يستخدم لعدة أنواع من القوارب والسفن الصغيرة المستخدمة في الملاحة الساحلية من القرن السابع عشر.